# Acrolyta excisa
Acrolyta excisa är en stekelart som beskrevs av Setsuya Momoi 1970. Acrolyta excisa ingår i släktet Acrolyta och familjen brokparasitsteklar. Inga underarter finns listade i Catalogue of Life.